# Kathrine Abrahamsen
Kathrine Abrahamsen er en dansk journalist, tv-, radio- og podcastvært.
Hun har tidligere arbejdet for DR på P3, hvor hun har været vært for programmer som Tabu og Buffetten på P3.
I 2023 deltog hun i sæson 7 af Stormester.